# Ericsson T39m
T39m är en mobiltelefonmodell från Ericsson Mobile Communications. Den lanserades 2001 som efterföljare till T29 och T28s. Telefonen innehöll många för sin tid moderna funktioner som GPRS, WAP, Bluetooth, trippelband, modem, kalender och röststyrning. Ericsson T39 blev den sista i serien mobiltelefoner från Ericsson med lucka för knappsatsen och extern antenn. Telefonen fanns i 3 olika färger, mörkblå (Classic Blue), ljusblå (Icecap Blue) och ljusgul (Rose White).

### Webbkällor
- ”Ericsson T39 - Full phone specifications” (på engelska). GSM Arena. http://www.gsmarena.com/ericsson_t39-252.php. Läst 5 februari 2010.